# Lochovice (zámek)
Lochovice jsou zámek ve stejnojmenné obci v okrese Beroun. Jeho předchůdcem byla pozdně gotická tvrz z počátku šestnáctého století. V poslední třetině téhož století byla přestavěna na renesanční zámek. Dochovaná podoba je výsledkem barokních a pozdějších úprav. Zámecká budova je spolu s pozůstatkem parku, bývalým pivovarem a sladovnou chráněna jako kulturní památka ČR.

## Historie
První lochovická tvrz stála snad již ve čtrnáctém století, kdy byl v letech 1358–1369 připomínán Bohuslav z Lochovic. Patřila i jeho potomkům, ale v patnáctém století byly Lochovice připojeny k okořskému panství a tvrz zanikla. Nová pozdně gotická tvrz byla postavena za Jana Žichovce z Duban, který Lochovice získal někdy před rokem 1532. Zadlužený Jan Žichovec musel tvrz, dvůr a městečko prodat Oldřichovi z Prostiboře, jehož syn, Ladislav z Prostiboře, svůj majetek převedl na manželku Barboru Hýzrlovou z Chodů. Později museli zadlužení Ladislav s Barborou Lochovice s Libomyšlí prodat za 11 500 kop českých grošů Mikuláši Waltrovi z Waltersbergu.
Mikuláš byl do vladyckého stavu povýšen teprve roku 1556, ale díky svým schopnostem se roku 1564 stal císařským radou a dvorským sekretářem. Přestavěl tvrz na renesanční zámek a panství rozšířil o Biskupice, Neumětely a několik šosovních dvorů v Praze. Dosáhl také toho, že císař Maxmilián dal Lochovicům městskou pečeť a právo pořádat trhy. Roku 1578 zemřel, a majetek zdědila manželka Helena Pušovna z Michlsdorfu. Ta se znovu provdala za Kryštofa Vratislava z Mitrovic, kterému odkázala celé lochovické panství. Vratislavům z Mitrovic potom patřilo až do roku 1754. Po Kryštofovi lochovickou tvrz roku 1612 zdědil jeho strýc Václav starší Vratislav z Mitrovic a na Litni. Zemřel ještě téhož roku, a majetek připadl nezletilému synovi Jiřímu Vratislavovi z Mitrovic, za kterého jej spravovala Václavova vdova Lidmila z Gerštorfu. Jiří Vratislav měl syny Václava Adama a Zdeňka Eusebia, kteří v roce 1639 zdědili otcův majetek a o rok později se o něj rozdělili. Lochovice připadly staršímu Václavu Adamovi z Mitrovic. Zámek byl někdy předtím během třicetileté války vypálen vojskem, ale alespoň částečně zůstával obyvatelný. Václav Adam zemřel bezdětný roku 1647 a majetek po něm zdědil nezletilý bratr Zdeněk Eusebius, za kterého jej spravovala matka. Roku 1649 prodal Liteň a zbytek panství po něm zdědil syn Jiří Bernart Vratislav z Mitrovic a rozšířil je o Želkovice a Bezdědice. V roce 1718 bez potomků zemřel a statek zdědil strýc hrabě Jan Antonín Vratislav z Mitrovic. Posledním příslušníkem rodu, kterému Lochovice patřily, se stal Vincent Vratislav z Mitrovic, který je prodal roku 1754 hraběti Václavu Kazimírovi Netolickému
Netoličtí z Eisenberka nechali lochovický zámek opravit a zámeckou kapli vyzdobit rokokovými a klasicistními malbami. Dalšími majiteli zámku se roku 1787 stal Jakub Černý z Edelmuthu a v roce 1818 hrabata Lützowové z Dreylützova. Ti zámek nijak zásadně neupravovali. Ke změnám došlo až po roce 1945, kdy se zámek stal majetkem místního národního výboru a sloužil kulturním potřebám obce nebo jako internát státního statku.

## Stavební podoba
Jednopatrový zámek má čtyři křídla postavená kolem vnitřního dvora a v nárožích severní strany stojí polookrouhlé věžice s polygonálními nástavbami. Před budovou býval ještě v první polovině sedmnáctého století příkop a val, na jejichž místech později vznikla zahrada. Do dvora se vjíždí průjezdem zaklenutým valenou klenbou s lunetami. Nádvoří je ze dvou stran lemované arkádami. Jižně od zámku se nachází pozůstatek parku se Zámeckým rybníkem. Součástí památkově chráněného areálu je také ohrazení zahrady a parku, rybník a část náhonu.